# Trần Ngọc Sương
Trần Ngọc Sương (sinh 1949) là một nữ doanh nhân người Việt Nam. Bà được phong tăng danh hiệu Anh hùng Lao động thời kỳ đổi mới và là người phụ nữ Việt Nam đầu tiên được bình chọn là Người phụ nữ ấn tượng khu vực châu Á - Thái Bình Dương năm 2002. Cha của bà là ông Trần Ngọc Hoằng, người được xem là có công tổ chức khai hoang gần 7.000 ha đất ở vùng Hậu Giang. Cả hai cha con lần lượt giữ chức giám đốc Nông trường Sông Hậu, đã góp công lớn trong việc đưa Nông trường Sông Hậu trở thành một trong những đơn vị kinh tế Nhà nước nổi bật ở thời kỳ đổi mới và được phong danh hiệu Anh hùng Lao động.

## Thân thế
Bà sinh ngày 17 tháng 8 năm 1949 tại Bạc Liêu. Cha của bà là ông Trần Ngọc Hoằng, còn gọi là Năm Hoằng, là một nông dân thoát ly gia đình làm sĩ quan Quân Giải phóng miền Nam Việt Nam. Bà là con thứ 2 trong gia đình, nên theo thông lệ vùng Nam Bộ, bà còn có tên thân mật là Ba Sương.
Thuở nhỏ, bà đi học tại Bạc Liêu, trong khi cha bà thoát ly hoạt động cho Mặt trận Dân tộc Giải phóng miền Nam Việt Nam. Năm 1965, bà đoạt giải nhất cuộc thi nữ công gia chánh tỉnh Bạc Liêu, khi mới 16 tuổi. Do thành tích này, bà được nhận vào học tại Trường Cao đẳng nữ công gia chánh Bạc Liêu. Sau khi ra trường, bà làm nghề giáo viên ở nhiều nơi của vùng Đồng bằng sông Cửu Long.

## Góp sức với Nông trường Sông Hậu
Sau khi chiến tranh kết thúc, cha bà giải ngũ với cấp bậc Thiếu tá, trở về công tác tại địa phương với chức vụ Phó giám đốc Ty Nông nghiệp Hậu Giang. Do ảnh hưởng của cha, bà bỏ nghề giáo viên để theo nghề nông, theo học khóa I Khoa Nông nghiệp Đại học Cần Thơ. Tháng 4 năm 1979, cha bà được cử làm Giám đốc Nông trường Sông Hậu vừa mới thành lập, cùng với 16 cán bộ trẻ, với nhiệm vụ khai hoang một vùng đất rộng lớn còn hoang hóa ở vùng Hậu Giang.
Sau khi ra trường năm 1981, bà về công tác tại Nông trường Sông Hậu một thời gian trước khi được cử đi làm nghiên cứu sinh về quản lý kinh tế trên đại học ở Liên Xô. Sau khi tốt nghiệp và về nước, bà tiếp tục về công tác tại Nông trường Sông Hậu và trở thành một phụ tá đắc lực cho cha mình.
Nhờ sự nỗ lực của cha con bà và các cộng sự, chỉ trong một thời gian ngắn, vùng đất hoang hóa thời chiến tranh đã nhanh chóng trở thành vùng đất trù phú. Trong những năm kinh tế khó khăn của thời bao cấp, Nông trường Sông Hậu là một trong số ít đơn vị mà đời sống nhân viên cao hơn mặt bằng chung của xã hội. Chính vì thành tích này, năm 1985, Nhà nước Việt Nam đã phong tặng danh hiệu Anh hùng Lao động cho Nông trường Sông Hậu và Giám đốc Trần Ngọc Hoằng chỉ sau 6 năm xây dựng.
Bước vào thời kỳ đổi mới với kiến thức có được, bà đã tham gia vạch ra những kế hoạch, chiến lược để biến vùng đất Sông Hậu bị thiên tai ngập lụt thành trung tâm sản xuất nông nghiệp công nghệ cao, lo được đời sống cho hàng chục ngàn nông dân tại đây. Năm 1990, bà được Nhà nước Việt Nam trao tặng Huân chương Lao động hạng Ba.
Ngày 31 tháng 10 năm 1992, Nông trường Sông Hậu được chuyển đổi trở thành doanh nghiệp Nhà nước và bắt đầu thu hút nhiều nông dân vào làm ăn và cũng nhiều lần được đón tiếp các đoàn lãnh đạo đến thăm trong đó có Tổng bí thư Đỗ Mười. Năm 1995, bà được trao tặng Huân chương Lao động hạng Nhì. Bốn năm sau, bà được trao tặng Huân chương Lao động hạng Nhất.
Năm 2000, cha bà qua đời. Để kỷ niệm công lao của ông, một ngôi trường Trung học dành cho con em nhân viên nông trường được đặt tên ông. Bà được bổ nhiệm kế vị cha mình trong chức vụ Giám đốc. Cũng trong năm này, bà được phong tặng danh hiệu Anh hùng Lao động thời kỳ đổi mới. Đây là trường hợp hiếm hoi trong cả nước mà trong một gia đình cả cha và con cùng được phong danh hiệu cao quý này.
Năm 2002 bà được trao tặng danh hiệu Người Phụ nữ ấn tượng khu vực châu Á Thái Bình Dương. Đây là một danh hiệu cao quý của thế giới dành cho người phụ nữ Việt Nam với giải thưởng 10.000 USD. Bà đã tặng số tiền này cho Ủy ban bảo vệ bà mẹ và trẻ em Thành phố Cần Thơ.
Năm 2007, Nông trường Sông Hậu là một trong số những doanh nghiệp tiêu biểu cả nước được trao "Giải thương hiệu mạnh Việt Nam". Trong dịp này, bà cũng được tặng danh hiệu "Người phụ nữ tài năng toàn quốc".
Trong suốt 28 năm gắn bó với Nông trường Sông Hậu, 21 năm liền bà là Chiến sĩ thi đua các cấp, nhận được nhiều bằng khen ở các cấp Trung ương - địa phương và các tổ chức Đoàn - Đội, 11 Huy chương Vì sự nghiệp của các tổ chức Đoàn Hội các Bộ. Bà cũng là Ủy viên Đoàn Chủ tịch Ủy ban Trung ương Mặt trận Tổ quốc Việt Nam trong 10 năm liền qua 2 nhiệm kỳ khóa V và khóa VI.
Là lãnh đạo của một doanh nghiệp thành đạt, nhưng cho đến khi nghỉ hưu, bà vẫn không có nhà riêng cũng như không có một gia đình của riêng mình. Dù vậy, hàng nghìn nhân viên nông trường đều xem cha con bà là những ân nhân và là những người trong gia đình mình.

## Vụ án Nông trường sông Hậu
Ngay từ năm 2005, Thành ủy Cần Thơ ra chỉ đạo chuyển toàn bộ đất của 2 Nông trường Cờ Đỏ và Sông Hậu sang đất công nghiệp. Chủ trương tước đoạt đất sản xuất và tác động trực tiếp tới đời sống của 3000 nông dân nông trường. Là lãnh đạo của Nông trường Sông Hậu, bà tỏ ý không tán thành chỉ đạo này. Quan điểm của bà được dư luận và một số chính khách có tên tuổi ủng hộ. Ngày 5 tháng 8 năm 2008, cựu Thủ tướng Võ Văn Kiệt gửi thư cho Thành ủy Cần Thơ về việc không tán thành chủ trương của Thành ủy. Do áp lực dư luận, Thành ủy Cần Thơ buộc phải ngưng thực hiện chỉ đạo này.
Từ giữa năm 2006, Nông trường Sông Hậu thường xuyên bị thanh tra và kết tội quản lý lỏng lẻo gây thất thoát tài chính. Dù sau đó, bà và các lãnh đạo Nông trường đã tìm cách khắc phục, Đầu 2008, bà được "gợi ý" nghỉ hưu với lý do quá tuổi (tuổi nghỉ hưu theo quy định của nữ công chức là 55 tuổi) và nhường vai trò lãnh đạo cho lớp trẻ.
Sự việc không ngừng lại ở đó. Ngày 9 tháng 9 năm 2008, bà bị khởi tố về hành vi lập quỹ đen trái phép nhiều tỷ đồng. Ngày 11 tháng 8 năm 2009, bà mới bị đưa ra xét xử tại tòa sơ thẩm, TAND huyện Cờ Đỏ đã xử phạt bà Sương 8 năm tù tội "lập quỹ trái phép", buộc bồi thường thiệt hại cho nông trường hơn 4,3 tỷ đồng, tuy nhiên bà đã kháng cáo. Đến ngày 19 tháng 11 phiên phúc thẩm diễn ra giữ nguyên bản án từ phiên sơ thẩm. Trong lần xét xử thứ hai, phiên tòa đã thu hút nhiều dư luận, trong đó có cả cựu Phó Chủ tịch nước Nguyễn Thị Bình. Bên cạnh đó đã xuất hiện đơn của hơn 100 nông trường viên xin ở tù giùm cho bà. Bản thân bà luôn kêu oan và cho rằng mình là nạn nhân của vụ việc. Luật sư của bà cho biết vụ án này là vi phạm nghiêm trọng bộ luật Tố tụng hình sự. Ngày 24 tháng 8 năm 2011, Ban thường trực Ủy ban Trung ương Mặt trận Tổ quốc Việt Nam đã có công văn gửi Viện trưởng Viện Kiểm sát Nhân dân tối cao và Chánh án Tòa án Nhân dân tối cao, nêu quan điểm đề nghị đình chỉ vụ án, đình chỉ điều tra bà Trần Ngọc Sương về tội danh "lập quỹ trái phép" ở Nông trường Sông Hậu, đồng thời xử lý các sai sót của bà Trần Ngọc Sương trong lĩnh vực tài chính bằng các biện pháp hành chính và dân sự.
Dưới áp lực mạnh mẽ của dư luận, ngày 19 tháng 1 năm 2012, Viện kiểm sát Nhân dân thành phố Cần Thơ đã ra quyết định đình chỉ vụ án Nông trường Sông Hậu và đình chỉ mọi hoạt động tố tụng đối với từng bị can.
Ngày 09 tháng 02 năm 2012 bà Sương đã được khôi phục sinh hoạt Đảng.

## Trở lại thương trường
Ngày 25/7/2013, bà thành lập công ty TNHH chế biến hàng nông sản mang tên Ba Sương ở TP.HCM. Ngày 13/8, bà được bầu giữ chức chủ tịch HĐQT kiêm quyền giám đốc Công ty cổ phần chế biến thực phẩm Sông Hậu (cơ sở mà bà và cha đã lập ra), sau khi chủ tịch HĐQT cũ đã từ chức và ông giám đốc bị đình chỉ chức vụ, khi công ty gặp khó khăn.
Đến năm 2019, bà điều hành Công ty TNHH Ba Sương Thống Nhất ở Gia Kiệm (Đồng Nai), hoạt động trong lĩnh vực thu mua, chế biến trái cây xuất khẩu.